# Estadio Nacional de Chile
Az Estadio Nacional Julio Martínez Prádanos Chile nemzeti stadionja, amely Santiago de Chilében, a fővárosban helyezkedik el.
Chilében ez a legnagyobb stadion, nézőterének befogadóképessége körülbelül 49 000 fő. Sokoldalúságára jellemző, hogy a létesítményben uszoda, egy modern tornaterem és teniszpályák vannak kialakítva. A létesítményt 1937 februárjában kezdték építeni és 1938. december 3-án avatták fel. Az építészek a berlini Olimpiai Stadion mintájára alakították ki. A stadion alaptevékenysége a labdarúgó mérkőzések kiszolgálása. Az 1962-es labdarúgó-világbajnokság meghatározó arénája, helyet adott a nyitómérkőzésnek, a 2. csoport (Chile, Svájc, Olaszország, NSZK) selejtezőinek, az egyik negyeddöntőnek, az egyik elődöntőnek, a bronzmérkőzésnek és itt rendezték a döntőt, a Brazília-Csehszlovákia találkozót is.
Az 1973-as chilei katonai hatalomátvétel során mntegy 40 000 politikai foglyot tereltek a stadionba, ahol azután közülük ezreket kínoztak és öltek meg. 2004-ben a stadion Víctor Jara, az itteni vérengzések egyik legnevesebb áldozata (hivatalos családi) nevét kapta meg.